# Казахская философия
Казахская философия — философские идеи казахских мыслителей.

## Изучение
Современный исследователь Абдималик Нысанбаев подчеркивает, что казахские философы не создавали законченных философских систем, но поднимали важные мировоззренческие проблемы в своём литературном творчестве.
Активный интерес к казахской философии возник после обретения Казахстаном независимости в 1991 году. В современной казахской философии получили развитие идеи евразийства и номадологии.
29-30 сентября 2016 года в Алматы состоялся Второй Казахстанский философский конгресс на тему «Философия Казахстана в пространстве мировой философской мысли: история, современность, перспективы». Летом 2016 года философское сообщество Республики Казахстан было принято в Международную Федерацию философских обществ.

## Казахская философия в Средневековья

### Аль-Фараби
Одним из первых казахстанских мыслителей считается мыслитель, философ, математик, физик, химик и астроном Аль-Фараби.

### Ахмед Ясауи
Суфийский поэт и философ XII века Ахмед Ясави был еще одним влиятельным философом. К казахским мыслителям также отнесены тюркские мыслители как Юсуф Баласагуни, Ахмед Югнеки и Махмуд Кашгари.

## Казахская философия в 18 и 19 веке

### Зар заман (Скорбные времена)
Зар заман, Лихолетье (скорбные времена) — период ликвидации царским правительством ханской власти в XIX веке, после введения в 1867—1868 гг. «Положения об управлении казахами» и установления на его основе нового порядка. В связи с отменой ханской власти, были утеряны основные устои, на которых держалось традиционное казахское общество. Получило название по песне-толгау «Зар заман» акына Шортанбая Канайулы. Позднее возникло литературное течение «Зар заман», нашедшее отражение в творчестве Дулата Бабатайулы, Шортанбая Канайулы, Мурата Монкеулы, Абубакира Кердери и др. Основная тема их творчества — протест против экономической, политической, культурной, колонизации Российской империей Казахской степи. В их произведениях нашли отражение объективно существующее ухудшение положения народа, усугубившееся в результате лишения обширных пастбищ и плодородных земель, бесчинств, насилия и взяточничества со стороны чиновников, упадка этических ценностей, отход от канонов ислама и т. д. Не сумев найти путей будущего, многие из них обратились к идеализации прошлого, что привело к сложным противоречиям в их творчестве. Другие искали утешение в мечтах о лучшей жизни в ином мире. Всех их объединяло упадническое настроение: скорбь о былом, боязнь грядущего. Вместе с тем, они стремились к реалистичности, достоверности и конкретности психологических образов и внесли определённый вклад в развитие казахского литературного языка.

### Дулат Бабайтайулы
Дулат Бабатайулы родился в семье кочевника, что не помешало ему стать одним из самых образованных казахов своего времени. В молодости учил арабский язык у аульного мулы. Изучал и хорошо знал арабскую поэзию. Известен тем, что одним из первых среди казахских поэтов перешёл от устной творческой импровизации к стихотворным произведениям, которые были записаны и затем напечатаны. Кроме того, считается первым казахским поэтом, написавшим сатирические произведения.
Первый сборник произведений Дулата «Өсиетнама» издан в Казани в 1880 году. Его стихотворения, прославляющие добродетели, такие как трудолюбие и честность, и критикующие пороки, чванство и лживость, социальную несправедливость, безделье, подхалимство, получили достаточно широкую известность среди казахов. В своих произведениях он также нередко критиковал власти царской России и их отношение к казахам, выступал против принятия казахами русской культуры. Последнее обстоятельство привело к тому, что в советское время его произведения, хотя и издавались, не имели особой известности.
Дулат ввёл новую систему стихосложения в казахской поэзии — рифму «а а а б». Эту рифму принял и далее развил в своих стихах Абай. В истории казахской, литературы произведения Дулата оценивались по-разному, а в 1940—1950-х годах стали объектом литературных споров. На пленуме ЦК КПСС и научной конференции, посвящённой основным проблемам казахской литературы (1959), Дулату дана оценка консервативного поэта. Принято решение не изучать творчество Дулата в средних школах. Поэтому М. Ауэзов в романе «Путь Абая» выводит Дулата под вымышленным именем Барлас. Научная оценка творчества Дулата связана с исследованиями К. Омиралиева, который собрал и подготовил к печати все его произведения. Сочинения акына печатались в разных хрестоматиях; в сборнике «Произведения казахских акынов XVIII—XIX веков» (А., 1962); в издании «Үш ғасыр жырлайды» («Произведения казахских акынов дореволюционного периода», А., 1965). Поэма «Еспембет» впервые опубликована в 5 номере журнала «Жулдыз». В 1991 году издан сборник произведений Дулата «Замана сазы». Многие произведения поэта хранятся в рукописном фонде Центральной научной библиотеки АН Казахстана.
Дулат был первым поэтом в казахской поэзии, который сочинял сатиру. Дошедшие до нас четыре-пять сатирических стихотворений привнесли в казахские стихи новые формы. Его стихи «Чижик и перепелка», «Синица», «Черная ворона хочет пищи», «Парикмахер» говорят именно об этом. Его образование ограничивалосъ учебой у аульного муллы, однако, живя в краю, где поэтическое искусство ценилосъ как особый дар, впитав все лучшее из наследия предшествовавших поэтов, из древних исторических преданий и поэтических сказаний, Дулат стал одним из образованнейших людей своего времени, хорошо знал арабскую грамоту.
С его помощью до нас дошли стихотворные произведения Ахтамберды-жырау, поэта XVII столетия. Примечательно, что Дулат Бабатайулы — первый казахский поэт, стихи которого были изданы типографским способом и опубликованы книгой. К изданию эту книгу подготовил Сейилулы Мауликен. Он собрал около восьмисот строк стихов Дулата, назвал их «Осиет-нама» — «Книга поучений», и издал отдельным сборником в Казани. Наряду с этим, стихи Дулата собирал Байдильда (1839—1919), кроме них, еще были Габбас Байдильдаулы и Шакир Абенулы, которые сохранили рукописи со стихами Дулата. Так, более 1500 строк стихов Дулата дошли до людей, став бесценным духовным наследием. Дулат был одним из тех людей, которые своими делами и стихами восставали против колонизации казахской земли. В стихотворении «Актан жас» он пишет о том, что земля, которую раньше казахи защитили от джунгар, теперь попала в руки к колонизаторам:
О, Актан жас, молодой Актан;
Достигнешь ли ты совершеннолетия, Избавишься ли ты от сиротства, Пройдешь ли этот трудный перевал? Кольчугу из железа в девять слоев На себя наденешь ли, Зажжешь ли фитиль ружья, Сделаешь ли выстрел,
Врага прогонишь ли?
В длинном поэтическом размышлении «Еспембет» развивается эта же тема. Он даёт жесткую оценку тем, кто берет взятки и мечтает только разбогатеть.
Словно ручная маленькая птичка,
Смотришь ты на рукавицы. Кому ты можешь стать основой, Для чего ты годишься? Все стало ясно с тобой: Ты можешь целиком проглотить верблюда,
Даже и не поперхнешься при этом.
По этим стихам можно понять, каким был поэтом Дулат. Великий Абай внимательно изучал стихи Дулата и использовал некоторые его мотивы. Например, в стихотворении Абая «Вот и стал я волостным» использована тема Дулата «Вот смеется волостной». Дулат был первым поэтом в казахской поэзии, который сочинял сатиру. Дошедшие до нас четыре-пять сатирических стихотворений привнесли в казахские стихи новые формы. Его стихи «Чижик и перепелка», «Синица», «Черная ворона хочет пищи», «Парикмахер» говорят именно об этом. Острие его критики направлено на общественно-политическое устройство, созданное царской администрацией в казахской степи. И вызванное этим бедственное положение большинства казахов стало главным объектом поэзии Дулата… Он с болью в сердце говорит о положении народа, изображает разоренные аулы, описывает положение людей, потерявших свою землю и скот и попавших в безысходную ситуацию.
От биев и беков толку нет,
Если они не могут защитить свой народ, Если они не помогают ему выйти на прямую дорогу, Если не переживают за него,
Если не болеют за него.
В стихах Дулата присутствуют размышления, интересные образы, необычные повороты слова, и этим он как поэт очень интересен. Например, характеризуя человека с трудным характером, он сравнивает его с «деревом, застывшим от мороза». Но в основном стихи Дулата дидактического, назидательного плана. Их уже оценило время. Трудно найти среди его современников таких, которые так живописно изображали бы картины природы. Он и характер человека прекрасно рисует. В это же время, сложность исторической ситуации, новизна и необычность процесса ломки привычного хозяйственного, социального и бытового уклада, вызвала у части казахских поэтов растерянностъ и страх перед надвигающимися событиями, способствовала тому, что они начали прославлять прошлое. Так возникло литературное течение «эпохи скорби» («Зар заман»), характерными представителями которого являются поэты Дулат, Шортанбай и Мурат. Акын безжалостно критикует и с нескрываемым презрением бичует чиновников-колонизаторов и казахских феодалов за их алчность и двурушничество, за их беззакония и жестокость. Своему времени и создавшейся ситуации Дулат Бабатайулы противопоставляет прежнюю жизнь в Казахском ханстве, которую он представляет блатодатной, где «жаворонки вили гнезда на спинах овец», воспевает минувшую действительность Казахского ханства и критикует своё время. Как поэтическая личность, Дулат Бабатайулы довел до высокого совершенства жанр толгау и разнообразил тематику поэзии акынов:
О, вершин этих горных гряда,
О, степное кочевье отцов, Где трава была мягкой всегда На заре и в росе вечеров, Где ручъев бушевала вода, Где так много в предгорье лесов, И широких для пастбищ долин! Но лишь вспомню о бедах твоих, Я печален, лишаюсь я сна, Грустно думать о людях былых, Что когда-то в степях кочевых Жили в давние те времена…
Сулеймену. Ловчему ястребу гон не впрок,
Если он может в кустах застрятъ, И для чего тебе тот стрелок, Что не умеет ружъя держатъ? Как же того батыром назвать, Кто не посмел на врага скакать? Чужим народу не назовешь Славы достойными сгоряча. Меч толъко в бою хорош, Что успевает рубитъ с плеча. Разве тебе будет другом тот, Переступивший порог жилья, Кто с улыбкой к тебе войдет, А выйдет, зло на душе тая? Разве жыршы может стать творцом, Если творит не своим умом, Если стихи он крадет как вор?
Слово — нитъ шелка, а стихи — узор…
сказал Дулат Бабатайулы.

## Казахская философия 20 века
Следующими заметными представителями казахской мысли начала 20 века считаются Абай Кунанбаев и Шакарим Кудайбердиев.

### Абай Кунанбаев
Одним из самых известных казахских философов является Абай Кунанбаев. Слова назидания это самая знаменитая философская книга Абая Кунанбайулы. В нем приведены 45 слов с философскими мудрыми мыслями.
Абай был мыслителем, поэтом и общественным деятелем, жившим в 19 веке. Он считается одной из самых значительных фигур в истории Казахстана, и его философия была сосредоточена на развитии народа и культуры. Абай признавал важность знаний и образования и призывал к развитию казахского языка и литературы. Он считал, что только тогда, когда люди знают свою историю и культуру, они могут достичь прогресса и развития.
Помимо Абая, есть и другие казахские философы, которые внесли значительный вклад в развитие казахской философии.
Например, Касым Аманжолов был ученым, писателем и мыслителем, внесшим большой вклад в развитие казахской литературы и философии.
Касым Аманжолов признал важность образования и знаний, а также призвал к развитию казахского национального самосознания и культуры. Он также разработал концепцию «евразийства», которая представляет собой уникальное сочетание западных и восточных ценностей и идей.
Кроме того, существует концепция «Алашорда», которая была разработана в начале 20 века и представляет идеологию казахского национального движения. Концепция «Алашорды» призывала к развитию национальной культуры и образования, а также к защите прав и интересов казахского народа.
Сегодня казахская философия продолжает развиваться и вносить свой вклад в мировую философскую мысль. Есть много ученых, философов и общественных деятелей, которые работают над развитием казахской философии и изучают ее возможности и перспективы.

## Идеи в казахской философии
Казахстан — страна с разнообразными культурами и традициями, и казахская философия уходит своими корнями в это богатое культурное наследие. Казахские мыслители развивали свои идеи на протяжении многих веков, и эти идеи оказали значительное влияние на формирование культуры, мировоззрения и социальной жизни народа.
Одной из главных особенностей казахской философии является ее глубокая связь с природой и окружающей средой. Казахские мыслители видят в природе важный элемент, которая влияет на человека и определяет его жизненный путь. Казахская философия учит нас уважать природу и сохранять ее в естественном состоянии.
Казахские мыслители также придают большое значение традициям и общности. Они считают, что индивидуальное благополучие не может быть достигнуто без учета общих интересов и потребностей сообщества. Поэтому казахская философия учит нас работать сообща и действовать в интересах общества.
Казахская философия также уделяет большое внимание духовным и нравственным ценностям. Казахские мыслители считают, что человек должен жить по правилам морали и нравственности, чтобы достичь счастья и гармонии в жизни. Они учат нас быть справедливыми, честными, добрыми и заботливыми.
Казахские мыслители также обращаются к темам, связанным с изучением человеческой природы и смысла жизни. Они задают вопросы о том, как достичь истинного счастья и в чем смысл жизни. Они верят, что истинное счастье может быть достигнуто только тогда, когда человек живет в гармонии со своим окружением и следует своей духовной природе.
В целом казахская философия отличается своей уникальностью и самобытностью, а также глубоким уважением к традициям и культуре казахского народа. Она продолжает играть важную роль в формировании казахстанской идентичности и оказывать влияние на культуру и социальную жизнь Казахстана.